# Wanbetaler
Een wanbetaler is een persoon, een privé organisatie of overheidsorganisatie die een dienst of product bestelt zonder daarvoor te betalen binnen de geldende betalingstermijn. Wanbetaling komt meestal doordat een debiteur niet kan betalen, maar vaak is er ook sprake van laksheid, of zelfs betalingsfraude: het doelbewust bestellen van producten of diensten met de intentie om deze nooit te betalen. Sommige organisaties betalen opzettelijk te laat om zo een rente- en liquiditeitsvoordeel te creëren.

## Mogelijkheden tegen wanbetalers
In geval van fraude is de eerste stap aangifte bij de politie. In gevallen waarvoor dit niet geldt, kan er afhankelijk van de aard van de vordering en de debiteur een incassobureau, gerechtsdeurwaarder of advocaat worden ingeschakeld. Bij veel wanbetalers helpt het uit handen geven van een vordering vanzelf al. Vreemde ogen dwingen als het ware.
In de gevallen waarbij dit niet helpt kan een gerechtsdeurwaarder de vordering voorleggen aan de kantonrechter, en wanneer de vordering wordt toegewezen met het vonnis de executie starten. In de meeste gevallen zal dit neerkomen op beslaglegging, maar bij bijvoorbeeld huurachterstand kan eventueel ook het huurcontract worden ontbonden, en zal, in dat geval, de huurder het pand moeten verlaten.
Vorderingen groter dan €25.000 kunnen niet aan de kantonrechter worden voorgelegd, maar moeten aan de civiele sector van de rechtbank worden voorgelegd. Hierbij is een advocaat nodig. Voor de rest werkt de procedure vergelijkbaar. Na toewijzing en ontvangst van het vonnis kan de gerechtsdeurwaarder de executie doen.
In veel gevallen komt het niet tot een rechtszaak, maar komt er betaling in der minne. Incassobureaus spelen hier vaak op in. Incassobureaus zelf kunnen geen dwingende maatregelen nemen zoals een gerechtsdeurwaarder dit kan, maar weten vaak door dreigende, intimiderende, brieven een debiteur alsnog tot betaling te bewegen. Wanneer betaling in der minne uitblijft, wordt echter een procedure noodzakelijk. Voor de kantonrechter is de procedure eenvoudig, snel en relatief goedkoop, maar procedures voor de rechtbank duren vaak lang, waardoor de kosten van de advocaat snel hoog oplopen.
Verder is er grote kans dat wanneer er eenmaal vonnis gewezen is, blijkt dat er geen beslag gelegd kan worden. Bij grote bedragen wordt er daarom vaak een verzoekschrift ingediend tot het leggen van conservatoir beslag.

Incassobureaus en gerechtsdeurwaarders bieden vaak de mogelijkheid tot het opvragen van een verhaalsrapport, waaruit uitgebreid blijkt wat de financiële- en maatschappelijke situatie van een debiteur is, en of het zinvol is om een procedure te starten.
De kosten van de procedure worden op de debiteur verhaald, maar wanneer blijkt dat de debiteur geen verhaal biedt, of wanneer de procedure wordt verloren, komen de kosten voor rekening van de crediteur. Met name wanneer het gaat om zaken voor de civiele rechter, kunnen deze kosten oplopen.
Wanneer een debiteur geen verhaal biedt, omdat er al beslagen van andere crediteuren liggen, kan als uiterste dwangmiddel het faillissement van de debiteur worden aangevraagd. In de praktijk blijkt echter dat dit ook nauwelijks iets oplevert.

## Preventie
Een van de mogelijkheden voor preventie is om gebruik te maken van een Escrow dienstverlening. Hierbij wordt het bedrag wat een afnemer en leverancier overeenkomen voor de levering van een dienst of goed, door de afnemer overgemaakt op de rekening van de Escrow agent voordat de levering plaatsvindt. Als de levering heeft plaatsgevonden conform de afgesproken voorwaarden, zal de Escrow agent het bedrag overmaken op de rekening van de leverancier. Wanbetaling is dan uitgesloten, immers het geld is aanwezig.
Voor bedrijven die een bepaalde omzet hebben, kan het aantrekkelijk zijn om samen te werken met een kredietverzekeraar. Kredietverzekeraars kunnen debiteuren toetsen, en verzekeren daarmee een bepaald bedrag. Wanneer een debiteur niet betaalt, dan zal de kredietverzekeraar 70% tot 100% van het bedrag, afhankelijk van de voorwaarden, betalen aan het bedrijf. De kredietverzekeraar start vervolgens een incassoprocedure tegen de debiteur.
Het voordeel hier van is dat het bedrijf minder risico loopt, en dat notoire wanbetalers vaak al bekend zijn bij de kredietverzekeraar, zodat het bedrijf het advies krijgt om niet op rekening te leveren.
Een andere optie is het raadplegen van een handelsinformatiebureau. Handelsinformatiebureaus verstrekken financiële informatie over ondernemingen, op basis waarvan een onderneming een inschatting kan maken van het debiteurenrisico. Een handelsinformatiebureau kan vaak ook als incassobureau worden ingeschakeld.

## Gevolgen
Wanbetaling is een van de grootste ondernemersrisico's. Geschat wordt dat wanbetaling de oorzaak is van zeker 25% van de faillissementen van ondernemingen.

## Wanbetalers in Nederland
Van alle rekeningen die in Nederland uitstaan, wordt 2,5 procent nooit betaald. Het gaat om een bedrag van 12 miljard euro. Nederland heeft in vergelijking met andere Europese landen veel wanbetalers. Het Europees gemiddelde ligt op 1,8 procent. Finnen betalen het vlotst met minder dan 1 procent openstaande rekeningen. Tsjechië is met een percentage van 3,5 procent het slechtst scorende land.